# Mappiq
El Mappiq (en hebreo, מפיק, Mapiyq, transliterado, que causa una salida), es un tipo de niqud consonántico, compuesto por un punto  centrado ( ּ ), que se diferencia exclusivamente del Daguesh, de mismo símbolo, en que el primero solo se incluye en la letra He (ה) situada al final de una palabra, para que ésta sea pronunciada como una consonante [fricativa], y no como un soporte (mater lectionis). Fue, asimismo, introducida por los masoretas del siglo VI a la vez que el daguesh.

## Extensión y ejemplos
La letra ה, al igual que 'ayin (ע) y alef (א) lo son hoy, servía como soporte silencioso largo para las vocales, especialmente la a y la e. Es por esto que hoy, además del mappiq en el He, se usa de forma muy exótica en Alef. Así pues, luego He se volvería en una consonante, y se creó el mappiq a consecuencia de esto, para identificar cuándo se pronuncia.
Por ejemplo, סוּסָה, su'sa (yegua), con el mappiq, se vuelve en סוּסָהּ, su'sah (el caballo [de ella]).